# دیتمار هوپ
دیتمار هوپ (انگلیسی: Dietmar Hopp؛ زادهٔ ۲۶ آوریل ۱۹۴۰) کارآفرین، بازرگان و مدیر ارشد اجرایی آلمانی است، که در سال ۱۹۷۲ با مشارکت هانس-ورنر هکتور، هاسو پلاتنر، کلاوس شیرا و کلاس ولنروتر شرکت اس آ پ را تأسیس نمود.